# Terinos falcata
Terinos falcata är en fjärilsart som beskrevs av Hans Fruhstorfer 1898. Terinos falcata ingår i släktet Terinos och familjen praktfjärilar. Inga underarter finns listade i Catalogue of Life.